# 信州ブリリアントアリーズ
信州ブリリアントアリーズ（しんしゅう ブリリアント アリーズ）は、長野県上田市を活動拠点とする女子実業団バレーボールチームである。運営はルートインジャパン。2025-26シーズンはV.LEAGUE WOMENに所属。

## 概要
2017年4月創部。
チーム所在地はルートインジャパンの長野本部（上田市）で、体育館は同市内の上田城跡公園体育館である。
ルートインホテルズのオリジナルキャラクターで羊の男の子である「ルートン」がチームマスコットも兼任。
チーム名は、「Brilliant」が輝く、華やかを意味して、「Aries」が星占いの白羊宮（おひつじ座）を意味する。ルートンをマスコットに据え、プレーを通じてたくさんの人に感動と夢、元気を届けられるような輝く存在になろうという願いと、華やかで女性らしいイメージが込められている。

## 歴史
2013年4月に実業団チームである女子陸上部を発足させたルートイングループは、二つ目の実業団チームとなる女子バレーボール部を2017年4月1日に発足させた。国内外500店舗を目指すルートインホテルズは、同時期にプレミア昇格を目指すとしている。
2017年10月、チーム愛称を「ブリリアントアリーズ（Brilliant Aries）」に決定。
2018年10月、Vリーグ機構入社と2019-20シーズンからのV.LEAGUE参戦が内定した。
2019-20シーズン、V2に編入。なお本来新規参加クラブはS3（3部）ライセンスを取得するが、女子V.LEAGUEはS3ライセンスを取得しているクラブが少ないため、特例でV2からの参加となった。2019年10月、S1ライセンスを取得。これで、V2で2位以内に入ればV1昇格をかけたV・チャレンジマッチ（入替戦）に出場できることとなった。
2020-21シーズン、V2で勝ち星を重ねて首位に立つが、2021年2月4日、新型コロナウイルス感染症の流行で出場辞退チームが相次ぐ影響で総当たり数が3から2に変更となり、そのあおりを受けてストレートで勝利した大野石油広島オイラーズ戦の第3戦が無効になるようなことがあった（ルートインの了承を得た上での対処）。しかし、その方式変更による試合数削減によってリーグ2位以内が確定し、自身初となるV・チャレンジマッチ出場が確定した。リーグ戦は最終的に準優勝となった。V・チャレンジマッチでは、トヨタ車体クインシーズに連敗して、V1昇格はならなかった。
2021年9月、シーズン開幕を1ヶ月後に控えた時期に、チーム設立当初から監督を務めていた松本隆義が監督を退任し、同県のV1男子チーム・VC長野トライデンツにコーチとして移籍した（後に同チームの監督解任を受けて監督代行となる）。後任としてエグゼクティブディレクターの井上謙が兼任監督となった。
2021-22シーズン、V2のV・ファイナルステージで3戦全勝を果たし、V2・3シーズン目にして初優勝を果たした。再びV・チャレンジマッチのV1・V2入替戦に出場となるが、KUROBEアクアフェアリーズにセット率で及ばずV1昇格とはならなかった。
井上謙は1シーズンで監督を退任。2022-23シーズンよりJTサンダーズ広島（V1男子）前監督である原秀治が新監督となった。
2024年、新Vリーグ移行に伴いチーム名を「信州ブリリアントアリーズ」に変更。レギュラーシーズン3位でプレーオフに進出し、ファイナルでレギュラーシーズン1位のブレス浜松にフルセットで勝利し、新Vリーグ初代女王に輝いた。シーズン終了後原秀治が監督を退任し、前年コーチとして加入した成田郁久美が後任を務める。

## 略歴
- 2017年4月 - ルートインホテルズ女子バレーボール部として発足。
- 2017年10月 - 愛称が「ブリリアントアリーズ」に決定。
- 2018年10月 - 2019-20シーズンからV.LEAGUE参入が内定。
- 2019年5月 - V2に編入。
- 2024年 - チーム名を「信州ブリリアントアリーズ」に変更。

## 成績

### 主な成績
チャレンジリーグ、チャレンジリーグI（実業団リーグ／V1リーグ）、 V.LEAGUE DIVISION2 WOMEN
- 優勝 1回 (2021-22)
- 準優勝 1回 (2020-21)

黒鷲旗全日本選手権
- 優勝なし
- 準優勝なし

### 年度別成績

#### V.LEAGUE (2018-2024)
| 所属      | 年度    | 最終 順位 | 参加 チーム数 | レギュラーラウンド | レギュラーラウンド | レギュラーラウンド | レギュラーラウンド | ポストシーズン | ポストシーズン | ポストシーズン | 備考                                |
| 所属      | 年度    | 最終 順位 | 参加 チーム数 | 順位               | 試合               | 勝                 | 敗                 | 試合           | 勝             | 敗             | 備考                                |
| --------- | ------- | --------- | ------------- | ------------------ | ------------------ | ------------------ | ------------------ | -------------- | -------------- | -------------- | ----------------------------------- |
| DIVISION2 | 2019-20 | 4位       | 8チーム       | 4位                | 21                 | 11                 | 10                 | -              | -              | -              |                                     |
| DIVISION2 | 2020-21 | 準優勝    | 9チーム       | 2位                | 14                 | 11                 | 3                  | -              | -              | -              | 無効試合を含めると12勝              |
| DIVISION2 | 2021-22 | 優勝      | 10チーム      | 2位                | 16                 | 14                 | 2                  | 3              | 3              | 0              | レギュラーラウンドは不戦勝3を含む。 |
| DIVISION2 | 2022-23 | 3位       | 11チーム      | 2位                | 20                 | 15                 | 5                  | 1              | 0              | 1              |                                     |
| DIVISION2 | 2023-24 | 準優勝    | 10チーム      | 2位                | 18                 | 13                 | 5                  |                |                |                |                                     |

#### SV.LEAGUE / V.LEAGUE
| 所属     | 年度    | 最終 順位 | 参加 チーム数 | レギュラーラウンド | レギュラーラウンド | レギュラーラウンド | レギュラーラウンド | ポストシーズン | ポストシーズン | ポストシーズン | 備考 |
| 所属     | 年度    | 最終 順位 | 参加 チーム数 | 順位               | 試合               | 勝                 | 敗                 | 試合           | 勝             | 敗             | 備考 |
| -------- | ------- | --------- | ------------- | ------------------ | ------------------ | ------------------ | ------------------ | -------------- | -------------- | -------------- | ---- |
| V.LEAGUE | 2024-25 | 優勝      | 11チーム      | 3位                | 28                 | 23                 | 5                  | 2              | 2              |                |      |

## 選手・スタッフ(2025-26)

### 選手
| 背番号                                                                       | 名前        | シャツネーム | 生年月日（年齢）       | 身長  | 国籍 | Pos | 在籍年  | 前所属        | 備考         |
| ---------------------------------------------------------------------------- | ----------- | ------------ | ---------------------- | ----- | ---- | --- | ------- | ------------- | ------------ |
| 2                                                                            | 山村涼香    | SUZUKA       | 1999年4月4日（26歳）   | 175   | 日本 | MB  | 2022年- | 東海大学      |              |
| 3                                                                            | 横田実穂    | YOKOTA       | 1997年5月15日（28歳）  | 168   | 日本 | S   | 2020年- | 筑波大学      |              |
| 4                                                                            | 目黒愛梨    | MEGURO       | 2000年6月23日（25歳）  | 172   | 日本 | MB  | 2025年- | 群馬          | 移籍加入     |
| 5                                                                            | 田中瑠奈    | RUNA         | 1998年7月9日（26歳）   | 171   | 日本 | OH  | 2025年- | NEC           | 移籍加入     |
| 6                                                                            | 佐藤未羽    | SATO         | 1999年11月30日（25歳） | 166.6 | 日本 | OH  | 2022年- | 松蔭大学      | 副キャプテン |
| 7                                                                            | 高野夏輝    | TAKANO       | 2000年6月25日（25歳）  | 164   | 日本 | OH  | 2023年- | 金城大学      | キャプテン   |
| 8                                                                            | 西村美海    | NISHIMURA    | 2000年8月19日（24歳）  | 178   | 日本 | MB  | 2023年- | 京都橘大学    |              |
| 9                                                                            | 舛田紗淑    | MASUDA       | 1997年10月7日（27歳）  | 176   | 日本 | OH  | 2023年- | KUROBE        |              |
| 10                                                                           | 貝塚穂      | KAIZUKA      | 1999年6月7日（26歳）   | 156   | 日本 | L   | 2022年- | 日本体育大学  |              |
| 11                                                                           | 山本仁菜    | YAMAMOTO     | 2002年1月19日（23歳）  | 170   | 日本 | OH  | 2024年- | 金沢星稜大学  |              |
| 12                                                                           | 村田果捺    | MURATA       | 2001年12月17日（23歳） | 170   | 日本 | OH  | 2024年- | 日本体育大学  |              |
| 13                                                                           | 宮﨑聖      | MIYAZAKI     | 2002年1月5日（23歳）   | 173   | 日本 | OP  | 2024年- | 九州共立大学  |              |
| 14                                                                           | 井澤天音    | IZAWA        | 2000年7月7日（24歳）   | 177   | 日本 | MB  | 2024年- | アルテミス    |              |
| 15                                                                           | 温以勤      | YICHIN       | 2001年10月5日（23歳）  | 177   | 台湾 | MB  | 2024年- | 金城大学      |              |
| 17                                                                           | 石原果林    | ISHIHARA     | 2001年10月5日（23歳）  | 175   | 日本 | MB  | 2024年- | 筑波大学      |              |
| 21                                                                           | 王美懿 (zh) | MEIYI        | 1995年8月13日（29歳）  | 189   | 中国 | OP  | 2024年- | 遼寧女排 (zh) |              |
| 22                                                                           | 小山晴那    | KOYAMA       | 2005年4月1日（20歳）   | 172   | 日本 | S   | 2023年- | 相洋高校      |              |
| 25                                                                           | 上島彩季    | KAMISHIMA    | 2003年3月19日（22歳）  | 165   | 日本 | OP  | 2025年- | 嘉悦大学      | 新人         |
| 出典：チーム新体制発表 チーム公式サイト Vリーグ公式サイト 更新：2025年7月2日 |             |              |                        |       |      |     |         |               |              |

### スタッフ
| 役職                                                                         | 名前       | 備考 |
| ---------------------------------------------------------------------------- | ---------- | ---- |
| 監督                                                                         | 成田郁久美 |      |
| アシスタントコーチ                                                           | 西尾昇真   |      |
| パフォーマンスコーチ                                                         | 繁田雅樹   |      |
| パフォーマンスコーチ                                                         | 川野凌     |      |
| トレーナー                                                                   | 本田優季   |      |
| アナリスト                                                                   | 佐々木優美 |      |
| 通訳                                                                         | 李想       | 新任 |
| マネージャー                                                                 | 田川香織   |      |
| 出典：チーム新体制発表 チーム公式サイト Vリーグ公式サイト 更新：2025年7月2日 |            |      |

## アンダーカテゴリー
ブリリアントジュニアアカデミーとしてスクールと女子チームの信州ブリリアントアリーズジュニアU15を運営している。
2025年のリーグ年間表彰において最優秀育成クラブ賞を受賞。

### スタッフ
| 役職                       | 名前       | 備考 |
| -------------------------- | ---------- | ---- |
| アカデミーGM               | 野口京子   |      |
| ジュニア監督               | 藤岡智恵美 |      |
| ジュニアアシスタントコーチ | 伊東身和子 |      |
| 出典：チーム公式サイト     |            |      |